# Aartsbisdom Visakhapatnam
Het aartsbisdom Visakhapatnam (Latijn: Archidioecesis Visakhapatnamensis) is een rooms-katholiek aartsbisdom met als zetel Visakhapatnam, in India. De aartsbisschop van Visakhapatnam is metropoliet van de kerkprovincie Visakhapatnam, waartoe ook de volgende suffragane bisdommen behoren:
- Eluru
- Guntur
- Nellore
- Srikakulam
- Vijayawada

## Geschiedenis
Het aartsbisdom werd opgericht op 16 maart 1845, als het apostolisch pro-vicariaat Vizagapatnam, uit delen van de apostolisch vicariaten Madras en Pondicherry. Op 3 april 1850 werd het verheven tot apostolisch vicariaat. Op 1 september 1886 werd het verheven tot bisdom en sinds 7 juni 1887 was het suffragaan aan het aartsbisdom Madras. Op 21 oktober 1950 veranderde het van naam naar bisdom Visakhapatnam, waarna het op 19 september 1953 veranderde van kerkprovincie en suffragaan werd aan het aartsbisdom Hyderabad. Op 16 oktober 2001 werd het verheven tot metropolitaan aartsbisdom.

## Parochies
Het aartsbisdom had in 2020 een oppervlakte van 28.507 km2 en telde 13.000.171 inwoners waarvan 0,9% rooms-katholiek was.

## Ordinarii

### Apostolisch pro-vicarissen
- Jacques-Henri Gailhot (16 maart 1845 - 1847)

### Apostolisch vicarissen
- Sébastin-Théophille Neyret (31 maart 1848 - 5 november 1862)

### Bisschoppen
- Jean-Marie Tissot (11 augustus 1863 - 27 september 1890; apostolisch pro-vicaris sinds 1952)
  - Jules-François Philippe (coadjutor: 24 augustus 1886 - 27 september 1890)
- Jean-Marie Clerc (19 februari 1891 - 18 juni 1926)
- Pierre Rossillon (18 juni 1926 - 22 maart 1947; coadjutor sinds 22 augustus 1918)
- Joseph-Alphonse Baud (22 maart 1947 - 4 oktober 1966; coadjutor sinds 23 december 1941)
- Ignatius Gopu (4 oktober 1966 - 2 augustus 1981; coadjutor sinds 10 december 1963)

### Aartsbisschoppen
- Kagithapu Mariadas (10 september 1982 - 3 juli 2012)
- Prakash Mallavarapu (3 juli 2012 - 17 februari 2024)
  - Jaya Rao Polimera (apostolisch administrator: 17 februari 2024 - heden)
- sedisvacatie

Visakhapatnam (aartsbisdom) · Eluru · Guntur · Nellore · Srikakulam · Vijayawada